# Iveco LMV 2
Das Iveco Light Multirole Vehicle 2 (Kurzform LMV 2, italienisch Veicolo Tattico Leggero Multiruolo (VTLM2); deutsch Leichtes taktisches Mehrzweckfahrzeug) ist ein gepanzertes Radfahrzeug, das vom italienischen Hersteller Iveco entwickelt wurde. Es stellt eine verbesserte Ausführung des LMV 1 dar, das parallel weiterproduziert wird.

## Technische Beschreibung
Die Nutzlast stieg um 40 % auf 1500 kg Nutzlast im Vergleich zum LMV 1. Das Getriebe ist ein automatisches 8-Gang ZF 8 HP 90S. Das Chassis besteht aus Domex 700 (Festigkeit 700 Mpa) im Gegensatz zum Vorgänger mit FeE 490 (490 MPa).

## Aktuelle Nutzer
- Italien: 3 LMV 2 werden als Ausführung VTLM 2 (Veicolo Tattico Leggero Multiruolo) basierend auf den Ansprüchen des Esercito Italiano getestet. Es sollen 3600 angeschafft werden, wovon 398 bereits genehmigt sind.[2] (Stand 2019)